# Élections législatives papou-néo-guinéennes de 2022
Les élections législatives papou-néo-guinéennes de 2022 ont lieu de façon échelonnée du 4 au 22 juillet 2022 afin de renouveler pour cinq ans les membres du Parlement de Papouasie-Nouvelle-Guinée.
Elles aboutissent à la reconduction par les députés de James Marape à la fonction de Premier ministre, à la tête d'une très large coalition.

## Contexte
La Papouasie-Nouvelle-Guinée est une démocratie multipartite et une monarchie parlementaire. C'est un royaume du Commonwealth : un État indépendant reconnaissant symboliquement la reine Élisabeth II comme chef de l'État. Le Parlement, unicaméral, est élu au suffrage universel. Il existe une multitude de partis politiques. Les gouvernements se constituent ainsi en coalitions. À l'issue des élections de 2017, vingt-et-un partis sont représentés au Parlement, mais seuls trois (le Congrès national populaire, le Parti de l'alliance nationale et le Pangu Pati) ont plus de dix sièges. Les députés changent fréquemment de parti et de camp en cours de législature.
Durant la législature 2017-2022, Peter O'Neill, chef du parti Congrès national populaire et Premier ministre depuis 2011, a perdu en 2019 la confiance d'une partie de sa majorité parlementaire, menant à la composition d'un nouveau gouvernement mené par James Marape, du Pangu Pati. Patrick Pruaitch, du Parti de l'alliance nationale, est le chef de l'opposition parlementaire à partir de décembre 2020,. Durant la campagne, le Pangu Pati et le Parti de l'alliance nationale s'engagent toutefois à gouverner ensemble à l'issue des élections.
La population de la province de Bougainville a voté en 2019 en faveur de son indépendance vis-à-vis de la Papouasie-Nouvelle-Guinée. Cette indépendance n'étant toutefois pas encore effective, les citoyens de la province participent aux élections nationales de 2022.

## Système politique et électoral
Le Parlement national est composé de 118 sièges pourvus pour cinq ans au vote à second tour instantané dans autant de circonscriptions électorales uninominales. Dans chacune d'elles, les électeurs classent trois candidats par ordre de préférence. Est alors élu le candidat qui recueille la majorité absolue des premières préférences. À défaut, le candidat arrivé en dernier est éliminé, et les secondes préférences de ses électeurs sont répartis aux autres candidats. L'opération est répétée jusqu'à ce qu'un candidat obtienne de manière cumulée la majorité absolue. L'électeur est tenu de choisir ni plus ni moins que trois candidats, et les classer par ordre de préférence sur son bulletin de vote : ceux comportant moins ou plus de trois préférences sont considérés invalides,. S'il n'y a que trois candidats dans sa circonscription, il doit en classer au moins deux. S'il n'y a que deux candidats, il doit indiquer au moins celui qui a sa préférence,.
Sur les 118 sièges, 96 sont pourvus dans des circonscriptions « ordinaires » couvrant le pays, tandis que les 22 sièges restants le sont dans des circonscriptions provinciales qui recouvrent les premières en suivant les limites des 22 provinces. Dans ces dernières, le vainqueur devient également le gouverneur de la province concernée. Les candidats doivent avoir au moins 25 ans, et avoir résidés dans leur circonscription depuis au moins deux ans au moment de l'élection, ou bien au moins cinq ans au cours de leur vie.
Le nombre de sièges ordinaires varie en fonction de la population du pays. Il était ainsi de 89 sièges en 2017, contre 96 en 2022. Le Parlement peut en outre nommer jusqu'à trois membres supplémentaires par un vote favorable à la majorité qualifiée des deux tiers des députés élus. Cette disposition est cependant rarement mise en application.
À la suite des élections, les nouveaux députés renouvellent leurs confiance dans le Premier ministre sortant, ou bien choisissent un nouveau Premier ministre.

## Campagne
La période de vote, échelonnée du 2 au 22 juillet, est précédée d'une campagne officielle du 12 mai au 2 juillet, au cours de laquelle s'affrontent 3 619 candidats - un record,,,.
Quatre partis présentent au moins cinquante candidats chacun, leurs chefs respectifs étant perçus comme les principaux candidats au poste de Premier ministre. Le parti Congrès national populaire de Peter O'Neill présente quatre-vingt-quinze candidats ; le Pangu Pati de James Marape, soixante-quinze ; l'Alliance nationale de Patrick Pruaitch, cinquante-neuf ; et le Parti de la Papouasie-Nouvelle-Guinée, de Belden Namah, cinquante.
Comme les précédentes, ces élections sont entachées de violences. Au moins trente personnes sont tuées dans des actes de « violence liée aux élections » durant la campagne, avant l'ouverture du scrutin.

## Déroulement
L'utilisation de listes électorales non-mises à jour dans certains bureaux de vote prive de nombreuses personnes du droit de voter, et est dénoncée par un éditorial du journal Post-Courier. La mission d'observation déployée par le Commonwealth des Nations constate que dans certains bureaux de vote, ce sont près de la moitié des électeurs qui n'apparaissent pas sur les listes électorales et ne peuvent donc pas voter.
Dès la première semaine du scrutin, des vidéos circulent sur les réseaux sociaux montrant apparemment des cas de fraude électorale (falsification de bulletins, bourrages d'urnes, enfants autorisés à voter), dont au moins un cas se déroulant en présence d'une police complaisante. Le 8 juillet, le scrutin est suspendu dans le District de la capitale nationale en raison de graves problèmes d'organisation. Le journaliste papou-néo-guinéen Scott Waide estime ce même jour que ce sont les élections législatives les plus mal organisées qu'il ait vues en vingt-quatre ans de carrière. La mission d'observation du Commonwealth constate de multiples cas de corruption électorale.
À la mi-juillet, cinquante urnes sont dérobées après le vote dans la circonscription de Lagiap, dans la province d'Enga dans les Hautes-Terres. Des électeurs en colère brûlent alors une école et plusieurs autres bâtiments. Les violences font plusieurs dizaines de morts et quelque 3 000 personnes déplacées, dont certaines ont été victimes de violences sexuelles. Des routes, des ponts, des écoles et des centres médicaux ont été endommagés ou détruits.
Le 24 juillet, des personnes affirmant que leur candidat a été victime de fraudes électorales s'attaquent au couteau et à la machette à des partisans d'un autre candidat et à des passants de manière aléatoire dans les rues de Port Moresby, la capitale, faisant au moins deux blessés,. Le gouvernement déploie la Force de Défense de Papouasie-Nouvelle-Guinée dans la capitale et y instaure un couvre-feu.
L'ONU recense plus de 15 000 personnes déplacées par les violences autour des élections dans les provinces de Hela, des Hautes-Terres méridionales et d'Enga, toutes trois dans la région des Hautes-Terres - particulièrement à ou autour de Laiagam (en), Porgera (en), Kompiam (en), Margarima (en) et Nipa (en). Fin septembre, le nombre de personnes déplacées est estimé à 90 000, et l'ONU estime à 25 000 le nombre d'enfants encore empêchés de ce fait d'aller à l'école.

## Résultats

### Résultats par parti
Les résultats définitifs sont les suivants,,,,. Ils incluent la réélection post-mortem d'un candidat du Parti de l'alliance nationale, William Nakin, mort pendant le scrutin.
Dans la circonscription de Lagaip (en), celle du ministre du Travail et de l'Emploi Tomait Kapili et où se trouve la mine d'or de Porgera, dans les Hautes-Terres, les autorités ne peuvent que constater l'impossibilité de procéder au dépouillement, une cinquantaine d'urnes ayant été dérobées. La Commission électorale annonce donc l'annulation de l'élection dans cette circonscription, et la tenue à venir d'une élection partielle. Dans les circonscriptions de Kabwum et de Markham, toutes deux dans la province de Morobe, de nombreux bulletins sont brûlés par des personnes en colère après les élections, et qui incendient également des écoles et un hôpital. Les résultats sont déclarés, tardivement à la mi-août, à partir des bulletins restants,. La destruction par un incendie criminel de plus de 135 000 bulletins à Mendi complique également le décompte des voix pour le poste de gouverneur de la province des Hautes-Terres méridionales. Très tardivement, le 25 août, la Commission électorale attribue ce poste au sortant William Powi, à partir des bulletins disponibles. Le dernier résultat à être annoncé est celui du gouverneur (et donc député) du District de la capitale nationale, le 2 septembre.
Les députés changent fréquemment de parti en cours de législature. Pour cette raison, la colonne « +/- (2017) » indique l'évolution du nombre de sièges par parti par rapport aux résultats des élections législatives de 2017, tandis que la colonne « +/- (2022) » indique l'évolution du nombre de sièges par parti par rapport à la situation au Parlement à la fin de la législature 2017-2022.
Le tableau indique le nombre de députés élus sous telle ou telle étiquette, ou avec aucune. Des députés peuvent toutefois changer d'allégeance peu de temps après leur entrée au Parlement. C'est le cas de Maino Pano, élu député sans étiquette de la circonscription de Kagua-Erave et qui rejoint le Parti social-démocrate dès le 11 août. Le tableau ci-dessous indique donc quatre sièges pour ce parti, qui dispose néanmoins de cinq députés dès le début de la législature.
| Parti                  | Parti                                                   | Dirigeant                                          | Voix | %   | +/- | Sièges | +/- (2017)    | +/- (2022)    |
| ---------------------- | ------------------------------------------------------- | -------------------------------------------------- | ---- | --- | --- | ------ | ------------- | ------------- |
|                        | Pangu Pati                                              | James Marape                                       |      |     |     | 40     | 31            | 10            |
|                        | Congrès national populaire                              | Peter O'Neill                                      |      |     |     | 16     | 14            | 1             |
|                        | Parti des ressources unies                              | William Duma                                       |      |     |     | 11     | 1             | 3             |
|                        | Parti de l'alliance nationale                           | Patrick Pruaitch (battu ; remplacé par Allan Bird) |      |     |     | 6      | 9             | 5             |
|                        | Parti populaire                                         | William Tongamp (battu ; remplacé par Lino Tom)    |      |     |     | 4      | 2             | 1             |
|                        | Parti pour le peuple d'abord                            | Richard Maru                                       |      |     |     | 4      | 4             | 3             |
|                        | Parti de la Papouasie-Nouvelle-Guinée                   | Belden Namah                                       |      |     |     | 3      | 2             | 2             |
|                        | Parti social-démocrate                                  | Powes Parkop                                       |      |     |     | 4      | 2             | 2             |
|                        | Parti travailliste unifié                               | incertain (Sam Basil est mort en mai.)             |      |     |     | 3      | 3             | 6             |
|                        | Parti national                                          | Kerenga Kua                                        |      |     |     | 2      | 1             | en stagnation |
|                        | Parti pour l'avancée de la Papouasie-Nouvelle-Guinée    | Muglua Dilu                                        |      |     |     | 2      | 2             | 2             |
|                        | Parti libéral                                           | John Pundari                                       |      |     |     | 2      | 2             | 1             |
|                        | Parti du triomphe, du patrimoine et de l'empouvoirement | Don Polye                                          |      |     |     | 1      | 3             | en stagnation |
|                        | Parti du progrès populaire                              | Julius Chan                                        |      |     |     | 1      | 4             | 3             |
|                        | Parti travailliste populaire                            | Luther Wenge                                       |      |     |     | 1      | 1             | en stagnation |
|                        | Parti pour notre développement                          | Puka Temu                                          |      |     |     | 1      | en stagnation | 2             |
|                        | Autres partis (1 siège chacun)                          | n/a                                                |      |     |     | 7      | 3             | 6             |
|                        | Candidats indépendants                                  | n/a                                                |      |     |     | 9      | 5             | 3             |
|                        | Pas de résultat (élection annulée)                      | n/a                                                |      |     |     | 1      |               |               |
|                        |                                                         |                                                    |      |     |     |        |               |               |
| Suffrages exprimés     | Suffrages exprimés                                      | -                                                  |      |     |     |        |               |               |
| Votes blancs et nuls   | Votes blancs et nuls                                    | -                                                  |      |     |     |        |               |               |
| Total                  | Total                                                   | -                                                  |      | 100 | –   | 118    | 7             |               |
| Abstention             | Abstention                                              | -                                                  |      |     |     |        |               |               |
| Inscrits/Participation | Inscrits/Participation                                  | -                                                  |      |     |     |        |               |               |

### Résultats individuels significatifs
Le Premier ministre James Marape et son vice-Premier ministre John Rosso sont aisément réélus : Le premier obtient 66,8 % des voix dès le premier décompte dans sa circonscription de Tari, et le second 50,09 % des voix au premier décompte dans sa circonscription de Lae.
Le Chef de l'opposition parlementaire, Patrick Pruaitch (chef du Parti de l'alliance nationale), est battu dans sa circonscription d'Aitape-Lumi qu'il représente au Parlement depuis 2002. Le candidat du Congrès national populaire, Anderson Mise, remporte ce siège. Peter O'Neill (chef du Congrès national populaire), autre grande figure de l'opposition et ancien Premier ministre, est quant à lui réélu dans sa circonscription d'Ialibu-Pangia.
Le ministre de l'Agriculture John Simon (Pangu Pati) est battu dans sa circonscription de Maprik, au 26e tour de décompte des suffrages, par le candidat du Congrès national populaire, Gabriel Kapris, ancien ministre du Commerce et des Industries. Les autres ministres battus dans leurs circonscriptions respectives sont Pogio Giombo Ghate (Pangu Pati), le ministre de l'Environnement ; Johnson Duke Ibo (Parti du progrès populaire), le ministre des Mines ; Wesley Raminai (Pangu Pati), le ministre de l'Enseignement supérieur, de la Recherche, des Sciences et des Technologies ; Michael Nali (sans étiquette), le ministre des Travaux publics ; William Onglo (Parti des ressources unies), le ministre de la Police ; et Westly Nukundj (Parti libéral), le ministre des Relations avec les provinces,.
L'ancien Premier ministre Sir Julius Chan (Parti du progrès populaire) est réélu gouverneur et député de la province de Nouvelle-Irlande, dès le premier décompte avec 54,7 % des voix. Il entame ainsi son neuvième mandat de député, faisant de lui le parlementaire qui siège depuis le plus longtemps : Les deux autres députés vétérans sont Peter Ipatas et John Pundari, qui commencent chacun leur sixième mandat. Décrit comme « le dernier des pères fondateurs de la Papouasie-Nouvelle-Guinée », ayant été parlementaire et ministre des Finances dans le gouvernement autonome du début des années 1970 juste avant l'indépendance du pays, Julius Chan est aussi, à 82 ans, le doyen d'âge du Parlement. Un autre ancien Premier ministre, Paias Wingti (Mouvement démocrate populaire), perd quant à lui son poste de gouverneur et député de la province des Hautes-Terres occidentales.
Alors que le Parlement ne comptait aucune femme députée durant la législature 2017-2022, il en compte deux pour la législature qui s'ouvre en 2022. L'économiste Rufina Peter (Congrès national populaire) est élue députée et gouverneur de le Province centrale ; le gouverneur sortant battu, Robert Agarobe (Pangu Pati), la félicite. Et Kessy Sawang (Parti pour le peuple d'abord) remporte la circonscription de la Côte de Rai.
Allan Marat (Parti libéral mélanésien), figure de la lutte contre la corruption, député depuis 2002 et ancien vice-Premier ministre et procureur général, est battu en étant devancé de seulement trois voix dans sa circonscription de Rabaul. Il obtient, au 7e décompte, 5 189 voix (49,99 %), contre 5 192 (50,01 %) pour son adversaire Graham Rumet du Pangu Pati. C'est le résultat le plus serré de l'histoire des élections législatives en Papouasie-Nouvelle-Guinée,.
Michael Marum (en), ancien sélectionneur de l'équipe de Papouasie-Nouvelle-Guinée de rugby à XIII et candidat sans étiquette, est élu gouverneur et député de la province de Nouvelle-Bretagne orientale, au 21e tour de décompte des voix,.
William Nakin, député de Bougainville-nord pour le Parti de l'alliance nationale, est réélu port-mortem, étant décédé le 12 juillet durant le scrutin.

### Liste des élus par parti
Pangu Pati (majorité parlementaire)
| Nom | Nom                | Circonscription    | Province                          | Sortant ? | Remarques                                                                      | Changements ultérieurs |
| --- | ------------------ | ------------------ | --------------------------------- | --------- | ------------------------------------------------------------------------------ | ---------------------- |
|     | James Marape       | Tari-Pori          | Hela                              | oui       | chef du parti ; Premier ministre sortant et reconduit                          |                        |
|     | Mannaseh Makiba    | Margarima          | Hela                              | oui       |                                                                                |                        |
|     | John Rosso         | Lae                | Morobe                            | oui       | vice-Premier ministre sortant et reconduit                                     |                        |
|     | Philip Undialu     | (gouverneur)       | Hela                              | oui       |                                                                                |                        |
|     | Graham Rumet       | Rabaul             | Nouvelle-Bretagne orientale       | non       |                                                                                |                        |
|     | Daniel Tindipu     | Hulia-Komo         | Hela                              | non       |                                                                                |                        |
|     | Ian Ling-Stuckey   | Kavieng            | Nouvelle-Irlande                  | oui       | ministre sortant et reconduit du Trésor public                                 |                        |
|     | Timothy Masiu      | Bougainville-sud   | Bougainville                      | oui       | ministre sortant des Communications et des Technologies de l'information       |                        |
|     | Rainbo Paita       | Finschhafen        | Morobe                            | oui       | ministre sortant de la Planification nationale                                 |                        |
|     | Jimmy Maladina     | Esa'ala            | Baie de Milne                     | non       |                                                                                |                        |
|     | Joe Sungi          | Nuku               | Sepik occidental                  | oui       |                                                                                |                        |
|     | Solan Mirisim      | Telefomin          | Sepik occidental                  | oui       | ministre sortant de la Foresterie                                              |                        |
|     | Job Pomat          | Manus              | Manus                             | oui       | président du Parlement sortant et reconduit                                    |                        |
|     | Charlie Benjamin   | (gouverneur)       | Manus                             | oui       |                                                                                |                        |
|     | Peter Tsiamalili   | (gouverneur)       | Bougainville                      | oui       |                                                                                |                        |
|     | Isi Henry Leonard  | Samarai-Murua      | Baie de Milne                     | oui       | ministre sortant du Tourisme, des Arts et de la Culture                        |                        |
|     | Pila Niningi       | Imbonggu           | Hautes-Terres méridionales        | oui       | ministre sortant des Relations avec les provinces                              |                        |
|     | Aiye Humai Tambua  | Goroka             | Hautes-Terres orientales          | oui       |                                                                                |                        |
|     | Kobby Bomareo      | Tewae-Siasi        | Morobe                            | oui       |                                                                                |                        |
|     | Francis Maneke     | Nakanai (nouvelle) | Hautes-Terres occidentales        | non       |                                                                                |                        |
|     | Sasindran Muthuvel | (gouverneur)       | Nouvelle-Bretagne occidentale     | oui       |                                                                                |                        |
|     | Miki Kaeok         | Wapenamanda        | Enga                              | non       |                                                                                |                        |
|     | John Boito         | Obura-Wanenara     | Hautes-Terres orientales          | non       |                                                                                |                        |
|     | Henry Jones Amuli  | Sohe               | Oro                               | oui       |                                                                                |                        |
|     | Saki Soloma        | Okapa              | Hautes-Terres orientales          | oui       |                                                                                |                        |
|     | Casmiro Aia        | Goilala            | Centrale                          | non       |                                                                                |                        |
|     | Sekie Agisa        | Fly-sud            | Ouest                             | oui       | ministre sortant des Services pénitenciers                                     |                        |
|     | Robert Naguni      | Bogia              | Madang                            | oui       |                                                                                |                        |
|     | Sir Ano Pala       | Rigo               | Centrale                          | non       |                                                                                |                        |
|     | Thomas Opa         | Kerema             | Golfe                             | non       |                                                                                |                        |
|     | Chris Haiveta      | (gouverneur)       | Golfe                             | oui       |                                                                                |                        |
|     | Jacob Maki         | Mul-Baiyer         | Hautes-Terres occidentales        | non       |                                                                                |                        |
|     | Win Daki           | Tambul Neyblyer    | Hautes-Terres occidentales        | oui       | ministre sortant de la Défense                                                 |                        |
|     | Jimmy Uguro        | Usino Bundi        | Madang                            | oui       | ministre sortant de l'Éducation                                                |                        |
|     | Taboi Yoto         | (gouverneur)       | Ouest                             | oui       |                                                                                |                        |
|     | John Kaupa         | Moresby nord-est   | District de la capitale nationale | oui       |                                                                                |                        |
|     | Lohia Samuel       | Moresby nord-ouest | District de la capitale nationale | oui       |                                                                                |                        |
|     | John Boito         | Obura-Wonenara     | Hautes-Terres orientales          | non       |                                                                                |                        |
|     | Soroi Eoe          | Kikori             | Golfe                             | oui       | ministre sortant et reconduit des Affaires étrangères et du Commerce extérieur |                        |
|     | William Powi       | (gouverneur)       | Hautes-Terres méridionales        | oui       |                                                                                |                        |

Congrès national populaire (opposition)
| Nom | Nom                  | Circonscription     | Province                      | Sortant ? | Remarques                               | Changements ultérieurs      |
| --- | -------------------- | ------------------- | ----------------------------- | --------- | --------------------------------------- | --------------------------- |
|     | Peter O'Neill        | Ialibu-Pangia       | Hautes-Terres méridionales    | oui       | chef du parti ; ancien Premier ministre |                             |
|     | Elias Kapavore       | Pomio               | Nouvelle-Bretagne orientale   | oui       | vice-chef du parti                      |                             |
|     | Joseph Lelang        | Kandrian-Gloucester | Nouvelle-Bretagne occidentale | oui       | élu chef de l'opposition parlementaire  |                             |
|     | Douglas Tomuriesa    | Kiriwian-Goodenough | Baie de Milne                 | oui       | élu vice-chef de l'opposition           |                             |
|     | Gabriel Kapris       | Maprik              | Sepik oriental                | non       |                                         | Meurt le 13 août 2023.      |
|     | Ereman Tobaining Jnr | Kokopo              | Nouvelle-Bretagne orientale   | non       |                                         |                             |
|     | Johnson Wapunai      | Ambuti-Drekikeir    | Sepik occidental              | oui       |                                         |                             |
|     | David Arore          | Ijivitari           | Oro                           | non       |                                         |                             |
|     | Anderson Mise        | Aitape-Lumi         | Sepik occidental              | non       |                                         |                             |
|     | Ricky Morris         | Alotau              | Baie de Milne                 | non       |                                         |                             |
|     | Gordon Wesley        | (gouverneur)        | Baie de Milne                 | non       |                                         |                             |
|     | Robert Atiyafa       | Henganofi           | Hautes-Terres orientales      | oui       |                                         |                             |
|     | Steven Pim           | Dei                 | Hautes-Terres occidentales    | non       |                                         | Meurt le 24 septembre 2023. |
|     | Rufina Peter         | (gouverneure)       | Centrale                      | non       |                                         |                             |
|     | Simon Sia            | (gouverneur)        | Hautes-Terres orientales      | non       |                                         |                             |
|     | Patrick Basa         | Kabwum              | Morobe                        | oui       |                                         |                             |

Parti des ressources unies (majorité parlementaire)
| Nom | Nom                    | Circonscription    | Province                    | Sortant ? | Remarques                                                               | Changements ultérieurs |
| --- | ---------------------- | ------------------ | --------------------------- | --------- | ----------------------------------------------------------------------- | --- |
|     | William Duma           | Mount Hagen        | Hautes-Terres occidentales  | oui       | chef du parti ; ministre sortant et reconduit des Entreprises publiques | |
|     | William Bando          | Koroba-lac Kopiago | Hela                        | non       |                                                                         | |
|     | Jason Peter            | Golfe de Huon      | Morobe                      | non       |                                                                         | |
|     | Jelta Wong             | Gazelle            | Nouvelle-Bretagne orientale | oui       | ministre sortant de la Santé                                            | |
|     | Bras Mek Gorosahu      | Daulo              | Hautes-Terres orientales    | non       |                                                                         | |
|     | Simon Kilepa           | Lufa               | Hautes-Terres orientales    | non       |                                                                         | |
|     | Kevin Isifu            | Wewak              | Sepik oriental              | oui       |                                                                         | Meurt le 13 septembre 2022. Le parti perd ce siège au profit du candidat du Parti social-démocrate, Stanley Samban, lors de l'élection partielle. |
|     | Wai Rapa               | (gouverneur)       | Hautes-Terres occidentales  | non       |                                                                         | |
|     | Joe Kuli               | Anglimp-sud Waghi  | Jiwaka                      | oui       |                                                                         | |
|     | Simon Kaiwi            | (gouverneur)       | Jiwaka                      | non       |                                                                         | |
|     | Ekime Mek Gorosahu     | Daulo              | Hautes-Terres orientales    | non       |                                                                         | |
|     | Alexander Suguman Orme | Sumkar             | Madang                      | non       |                                                                         | |

Parti de l'alliance nationale (majorité parlementaire)
| Nom | Nom                | Circonscription    | Province         | Sortant ?                            | Remarques           | Changements ultérieurs |
| --- | ------------------ | ------------------ | ---------------- | ------------------------------------ | ------------------- | --- |
|     | Walter Schnaubelt  | Namatanai          | Nouvelle-Irlande | oui                                  |                     | |
|     | Allan Bird         | (gouverneur)       | Sepik oriental   | oui                                  | élu chef du parti   | |
|     | Salio Waipo        | Angoram            | Sepik oriental   | oui                                  |                     | |
|     | Peter Name Isoaimo | Kairuku (nouvelle) | Centrale         | oui (dans une autre circonscription) |                     | |
|     | William Nakin      | Bougainville-nord  | Bougainville     | oui                                  | réélection posthume | L'Alliance nationale perd ce siège au profit de la candidate du Pangu Pati Francesca Semoso, lors de l'élection partielle. |
|     | Tony Wouwou        | (gouverneur)       | Sepik occidental | oui                                  |                     | |

Parti populaire (majorité parlementaire)
| Nom | Nom               | Circonscription | Province                      | Sortant ? | Remarques                                                             | Changements ultérieurs                |
| --- | ----------------- | --------------- | ----------------------------- | --------- | --------------------------------------------------------------------- | ------------------------------------- |
|     | Sir Peter Ipatas  | (gouverneur)    | Enga                          | oui       | fondateur du parti                                                    |                                       |
|     | Lino Tom          | Wabag           | Enga                          | oui       | ministre sortant des Pêcheries.                                       | élu chef du parti après les élections |
|     | Freddie Reu Kumai | Talasea         | Nouvelle-Bretagne occidentale | non       |                                                                       |                                       |
|     | Wake Goi          | Jimi            | Jiwaka                        | oui       | ministre sortant du Développement local, de la Jeunesse et des Cultes |                                       |

Parti social-démocrate (majorité parlementaire)
| Nom | Nom               | Circonscription     | Province                          | Sortant ? | Remarques                                               | Changements ultérieurs |
| --- | ----------------- | ------------------- | --------------------------------- | --------- | ------------------------------------------------------- | ---------------------- |
|     | Justin Tkatchenko | Moresby-sud         | District de la capitale nationale | oui       | ministre sortant du Logement et du Développement urbain |                        |
|     | Simon Dumarinu    | Bougainville-centre | Bougainville                      | non       |                                                         |                        |
|     | Billy Joseph      | Nipa-Kutubu         | Hautes-Terres méridionales        | non       |                                                         |                        |
|     | Powes Parkop      | (gouverneur)        | District de la capitale nationale | oui       |                                                         | chef du parti          |

Parti pour le peuple d'abord (majorité parlementaire)
| Nom | Nom           | Circonscription | Province       | Sortant ? | Remarques | Changements ultérieurs |
| --- | ------------- | --------------- | -------------- | --------- | --------- | ---------------------- |
|     | Richard Maru  | Yangoru-Saussia | Sepik oriental | oui       |           |                        |
|     | Theo Pelgen   | Nawaeb          | Morobe         | non       |           |                        |
|     | Kessy Sawang  | Côte de Rai     | Madang         | non       |           |                        |
|     | Ramsey Pariwa | (gouverneur)    | Madang         | non       |           |                        |

Parti travailliste unifié (majorité parlementaire)
| Nom | Nom              | Circonscription | Province                   | Sortant ? | Remarques                                                              | Changements ultérieurs |
| --- | ---------------- | --------------- | -------------------------- | --------- | ---------------------------------------------------------------------- | ---------------------- |
|     | Sam Basil Junior | Bulolo          | Morobe                     | non       | siège tenu par son père Sam Basil jusqu'à sa mort peu avant l'élection |                        |
|     | Raphael Tonpi    | Mendi-Minhu     | Hautes-Terres méridionales | non       |                                                                        |                        |
|     | Koni Iguan       | Markham         | Morobe                     | oui       |                                                                        |                        |

Parti de la Papouasie-Nouvelle-Guinée (majorité parlementaire)
| Nom | Nom               | Circonscription      | Province         | Sortant ? | Remarques     | Changements ultérieurs |
| --- | ----------------- | -------------------- | ---------------- | --------- | ------------- | ---------------------- |
|     | Belden Namah      | Vanimo-Green         | Sepik occidental | oui       | chef du parti |                        |
|     | Agena Gamai       | Delta Fly (nouvelle) | Ouest            | non       |               |                        |
|     | Lucas Dawa Dekena | Gumine               | Chimbu           | non       |               |                        |

Parti national (majorité parlementaire)
| Nom | Nom               | Circonscription    | Province | Sortant ? | Remarques                                   | Changements ultérieurs |
| --- | ----------------- | ------------------ | -------- | --------- | ------------------------------------------- | ---------------------- |
|     | Kerenga Kua       | Sinasina-Yongamugl | Chimbu   | oui       | chef du parti ; ministre sortant du Pétrole |                        |
|     | Francis Yori Alua | Karimui-Nomane     | Chimbu   | non       |                                             |                        |

Parti pour l'avancée de la Papouasie-Nouvelle-Guinée (majorité parlementaire)
| Nom | Nom           | Circonscription  | Province | Sortant ? | Remarques | Changements ultérieurs |
| --- | ------------- | ---------------- | -------- | --------- | --------- | ---------------------- |
|     | Muguwa Dilu   | Kundiawa Gembogl | Chimbu   | non       |           |                        |
|     | Francis Siune | Kerowagi         | Chimbu   | non       |           |                        |

Parti libéral (majorité parlementaire)
| Nom | Nom              | Circonscription | Province | Sortant ? | Remarques                                               | Changements ultérieurs |
| --- | ---------------- | --------------- | -------- | --------- | ------------------------------------------------------- | ---------------------- |
|     | Sir John Pundari | Kompian-Ambum   | Enga     | oui       | ministre sortant des Finances et du Développement rural |                        |
|     | Noah Kool        | (gouverneur)    | Chimbu   | non       |                                                         |                        |

Parti du triomphe, du patrimoine et de l'empouvoirement (majorité parlementaire)
| Nom | Nom       | Circonscription | Province | Sortant ? | Remarques | Changements ultérieurs |
| --- | --------- | --------------- | -------- | --------- | --------- | ---------------------- |
|     | Don Polye | Kandep          | Enga     | oui       |           |                        |

Parti du progrès populaire (majorité parlementaire)
| Nom | Nom             | Circonscription | Province         | Sortant ? | Remarques               | Changements ultérieurs |
| --- | --------------- | --------------- | ---------------- | --------- | ----------------------- | ---------------------- |
|     | Sir Julius Chan | (gouverneur)    | Nouvelle-Irlande | oui       | ancien Premier ministre |                        |

Parti travailliste populaire (majorité parlementaire)
| Nom | Nom          | Circonscription | Province | Sortant ? | Remarques | Changements ultérieurs |
| --- | ------------ | --------------- | -------- | --------- | --------- | ---------------------- |
|     | Luther Wenge | (gouverneur)    | Morobe   | non       |           |                        |

Parti pour notre développement (majorité parlementaire)
| Nom | Nom           | Circonscription | Province | Sortant ? | Remarques | Changements ultérieurs |
| --- | ------------- | --------------- | -------- | --------- | --------- | ---------------------- |
|     | Sir Puka Temu | Abau            | Centrale | oui       |           |                        |

Parti de réforme populaire (majorité parlementaire)
| Nom | Nom          | Circonscription | Province | Sortant ? | Remarques | Changements ultérieurs |
| --- | ------------ | --------------- | -------- | --------- | --------- | ---------------------- |
|     | James Donald | Fly-nord        | Ouest    | oui       |           |                        |

Parti de la destinée de la Papouasie-Nouvelle-Guinée (majorité parlementaire)
| Nom | Nom           | Circonscription      | Province | Sortant ? | Remarques | Changements ultérieurs |
| --- | ------------- | -------------------- | -------- | --------- | --------- | ---------------------- |
|     | Marsh Narewec | Wau-Waria (nouvelle) | Morobe   | non       |           |                        |

Alliance mélanésienne (majorité parlementaire)
| Nom | Nom             | Circonscription | Province       | Sortant ? | Remarques | Changements ultérieurs |
| --- | --------------- | --------------- | -------------- | --------- | --------- | ---------------------- |
|     | Joseph Yopyyopy | Wasera-Gawi     | Sepik oriental | oui       |           |                        |

Parti des Verts de Papouasie-Nouvelle-Guinée (majorité parlementaire)
| Nom | Nom            | Circonscription       | Province | Sortant ?                            | Remarques | Changements ultérieurs |
| --- | -------------- | --------------------- | -------- | ------------------------------------ | --------- | ---------------------- |
|     | Richard Masere | Popondetta (nouvelle) | Oro      | oui (dans une autre circonscription) |           |                        |

Mouvement populaire pour le changement (majorité parlementaire)
| Nom | Nom        | Circonscription | Province | Sortant ? | Remarques | Changements ultérieurs |
| --- | ---------- | --------------- | -------- | --------- | --------- | ---------------------- |
|     | Gary Juffa | (gouverneur)    | Oro      | oui       |           |                        |

Parti de la nouvelle génération (majorité parlementaire)
| Nom | Nom         | Circonscription        | Province | Sortant ? | Remarques | Changements ultérieurs |
| --- | ----------- | ---------------------- | -------- | --------- | --------- | ---------------------- |
|     | Keith Iduhu | Hiri Koiari (nouvelle) | Centrale | non       |           |                        |

Parti de l'allégeance (majorité parlementaire)
| Nom | Nom          | Circonscription | Province | Sortant ? | Remarques                          | Changements ultérieurs                             |
| --- | ------------ | --------------- | -------- | --------- | ---------------------------------- | -------------------------------------------------- |
|     | Bryan Kramer | Madang          | Madang   | oui       | ministre sortant de l'Immigration. | Destitué le 24 mai 2023 pour outrage à la justice. |

Indépendants (sans étiquette)
| Nom | Nom              | Circonscription          | Province                    | Sortant ? | Remarques | Changements ultérieurs                                  |
| --- | ---------------- | ------------------------ | --------------------------- | --------- | --------- | ------------------------------------------------------- |
|     | Maso Karipe      | Pogera-Paiela (nouvelle) | Enga                        | non       |           | Devient membre du Pangu Pati. Meurt le 7 novembre 2023. |
|     | Kinoka Feo       | Unggai-Bena              | Hautes-Terres orientales    | non       |           |                                                         |
|     | Solen Loifa      | Menyamya                 | Morobe                      | non       |           |                                                         |
|     | Benjamin Mul     | Waghi-nord               | Jiwaka                      | non       |           |                                                         |
|     | Michael Marum    | (gouverneur)             | Nouvelle-Bretagne orientale | non       |           |                                                         |
|     | William Hagahuno | Kainantu                 | Hautes-Terres orientales    | non       |           |                                                         |
|     | Maina Pano       | Kagua-Erave              | Hautes-Terres méridionales  | non       |           | Rejoint le Parti social-démocrate après son élection.   |
|     | Maso Hewabi      | Fly-centre               | Ouest                       | non       |           |                                                         |
|     | James Nomane     | Chuave                   | Chimbu                      | non       |           |                                                         |
|     | Kansol Kamdara   | Ramu-centre              | Madang                      | non       |           |                                                         |

## Formation du gouvernement
Le 9 août, Job Pomat (Pangu Pati) est réélu président du Parlement, sans opposition. Il préside ensuite à l'élection du Premier ministre. Les résultats des élections n'étant pas complets, il n'y a que quatre-vingt-dix-neuf députés présents. Le président ne vote pas, et l'ancien Premier ministre Peter O'Neill quitte la chambre, refusant de prendre part au scrutin. Seul candidat, James Marape est réélu Premier ministre avec quatre-vingt-dix-sept voix pour et aucune contre. En vue de son gouvernement, il a forgé un accord de coalition rassemblant dix-sept partis (dont les principaux sont son Pangu Pati et le Parti des ressources unies de William Duma) et des députés indépendants.
Les partis de la majorité parlementaire incluent également le Parti de la Papouasie-Nouvelle-Guinée (de Belden Namah), le Parti de l'alliance nationale (d'Allan Bird), le Parti travailliste populaire, le Parti du progrès populaire, le Parti des Verts, le Parti de la Nouvelle génération, le Parti du triomphe, du patrimoine et de l'empouvoirement, le Mouvement populaire pour le changement, le Parti social-démocrate, le Parti travailliste unifié, le Parti populaire, le Parti de réforme populaire, le Parti de l'alliance mélanésienne, le Parti pour le peuple d'abord, et le Parti de l'allégeance,,,,,.
Le 11 août, James Marape nomme un gouvernement provisoire de cinq membres, se donnant le temps de réfléchir à l'attribution des autres ministères aux membres de la coalition.
Le 12 août, le parti Congrès national populaire choisit Joseph Lelang comme chef de l'opposition parlementaire,. Ce parti forme seul l'opposition parlementaire, les autres partis rejoignant la majorité parlementaire. Initialement composée donc de seize députés, l'opposition parlementaire n'en compte plus que neuf en décembre 2022, plusieurs députés d'opposition ayant rejoint la majorité.

## Changements ultérieurs

### Députés
William Nakin, député de Bougainville-nord pour le Parti de l'alliance nationale, meurt le 12 juillet 2022 durant les élections et est déclaré réélu après sa mort. Une élection partielle devait avoir lieu du 3 au 16 juin 2023 dans sa circonscription, mais est retardée faute de moyens financiers pour sa tenue,. Elle se tient finalement du 2 au 6 octobre, et est remportée par la candidate du Pangu Pati, Francesca Semoso.
Le dépouillement n'ayant pas pu avoir lieu dans la circonscription de Lagaip en raison du vol d'urnes, une élection partielle devait se tenir dans cette circonscription du 3 au 16 juin 2023 également,. Retardée pour des raisons financières et prévue du 20 au 27 octobre, elle est retardée à nouveau pour permettre aux étudiants citoyens de cette circonscription de passer leurs examens sans avoir à penser aussi au scrutin.
Kevin Isifu, député de Wewak pour le Parti des ressources unies, meurt d'un cancer le 13 septembre 2022. L'élection partielle devait se tenir elle aussi du 3 au 16 juin 2023, mais est retardée faute de moyens financiers et se tient du 3 au 9 octobre. Elle est remportée par Stanley Samban du Parti social-démocrate.
Les suffrages ayant été recomptés dans la circonscription de Rabaul où le résultat avait été particulièrement serré, l'élection de Graham Rumet (Pangu Pati) est annulée le 2 avril 2023, et Allan Marat (Parti libéral mélanésien) est déclaré élu à sa place.
Le 24 mai 2023, Bryan Kramer, député de Madang pour le Parti de l'allégeance, est démis de ses fonctions de député par le gouverneur général Sir Bob Dadae le 24 mai 2023. Ceci fait suite à sa condamnation pour outrage à la justice pour avoir posté un message sur Facebook sous-entendant un conflit d'intérêts chez le président de la Cour suprême Sir Gibbs Salika (en), et pour avoir affirmé sur Facebook que Peter O'Neill avait demandé à Sir Gibbs d'accepter un document frauduleux pour échapper à des poursuites pour corruption. Bryan Kramer avait également été déclaré coupable d'avoir obtenu du Parlement l'adoption d'une loi créant une Autorité publique pour le développement du district de Madang, que les juges considèrent comme ayant un fonctionnement opaque,.
Gabriel Kapris, député de Maprik pour le parti Congrès national populaire, meurt d'une crise cardiaque le 13 août 2023.
Steven Pim, député de Dei pour le Congrès national populaire et ministre fantôme du Pétrole et de l'Énergie, meurt d'une crise cardiaque le 24 septembre 2023.
Maso Karipe, député de Porgera-Paiela pour le Pangu Pati (élu initialement sans étiquette), meurt 7 novembre 2023 à l'issue d'une longue maladie.
Le 24 novembre 2023, l'élection de Henry Amuli (Pangu Pati) comme député de Sohe est annulée par la Cour suprême car des électeurs ont été corrompus par son directeur de campagne avec son accord. Il perd de ce fait également son rôle de ministre du Commerce.
Jimmy Uguro, député d'Usino-Bundi pour le Parti de l'alliance nationale et ministre de l'Éducation, meurt subitement le 6 février 2024.
Simon Dumarinu, député de Bougainville-centre pour le Parti social-démocrate, meurt le 9 août 2024.

### Partis
Certains députés changeant de faction et de parti en cours de législature, le nombre de députés par parti au 7 juin 2024 est le suivant :
Majorité parlementaire (81 députés)
| Parti | Parti                                              | Dirigeant         | Sièges | Changement    |
| ----- | -------------------------------------------------- | ----------------- | ------ | ------------- |
|       | Pangu Pati (faction majoritaire)                   | James Marape      | 51     | 11            |
|       | Parti des ressources unies (faction majoritaire)   | William Duma      | 10     | 1             |
|       | Parti social-démocrate (faction majoritaire)       | Powes Parkop      | 6      | 2             |
|       | Parti pour le peuple d'abord (faction majoritaire) | Richard Maru      | 4      | en stagnation |
|       | Parti populaire (faction majoritaire)              | Peter Ipatas      | 3      | 1             |
|       | Parti de l'alliance nationale                      | Walter Schnaubelt | 2      | 4             |
|       | Parti travailliste unifié (faction majoritaire)    | Koni Iguan        | 1      | 2             |
|       | Parti libéral (faction majoritaire)                | John Pundari      | 1      | 1             |
|       | Parti libéral mélanésien                           | Allan Marat       | 1      | 1             |
|       | Mouvement populaire pour le changement             | Garry Juffa       | 1      | en stagnation |
|       | Parti de la Papouasie-Nouvelle-Guinée              | Belden Namah      | 1      | 2             |

Opposition (30 députés)
| Parti | Parti                                              | Dirigeant                              | Sièges                         | Changement    |
| ----- | -------------------------------------------------- | -------------------------------------- | ------------------------------ | ------------- |
|       | Congrès national populaire                         | Peter O'Neill                          | 8                              | 8             |
|       | Pangu Pati (faction minoritaire)                   | Rainbo Paita (faction minoritaire)     | 6                              | n/a           |
|       | Parti des ressources unies (faction minoritaire)   |                                        | 3                              | n/a           |
|       | Parti populaire réformiste                         | James Donald                           | 2                              | 1             |
|       | sans étiquette                                     | sans étiquette                         | 2 (Allan Bird et James Nomane) | 7             |
|       | Parti de l'alliance mélanésienne                   | Joseph Yopyyopy                        | 1                              | en stagnation |
|       | Parti pour notre développement                     | Puka Temu                              | 1                              | en stagnation |
|       | Parti libéral (faction minoritaire)                |                                        | 1                              | n/a           |
|       | Parti national                                     | Kerenga Kua                            | 1                              | 1             |
|       | Parti du progrès populaire                         | Julius Chan                            | 1                              | en stagnation |
|       | Parti travailliste unifié (faction minoritaire)    | Sam Basil junior (faction minoritaire) | 1                              | n/a           |
|       | Parti pour le peuple d'abord (faction minoritaire) |                                        | 1                              | n/a           |
|       | Parti populaire (faction minoritaire)              |                                        | 1                              | n/a           |
|       | Parti social-démocrate (faction minoritaire)       |                                        | 1                              | n/a           |